# باسیلیسکوس
باسیلیسکوس با نام کامل فلاویوس باسیلیسکوس (به لاتین: Flavius Basiliscus Augustus) (درگذشتهٔ ۴۷۶ یا ۴۷۷) امپراتور غاصب روم شرقی از ۴۷۵ تا ۴۷۶ بود که با کودتا علیه زنون، امپراتور وقت و گرفتن تاج و تخت از او توانست به این مقام دست یابد. او سرانجام توسط زنون از قدرت خلع و بر اثر گرسنگی در تبعید درگذشت.

## زندگی‌نامه

### سال‌های آغازین
باسیلیسکوس برادر ورینا، همسر لئوی یکم، امپراتور روم بود و در حدود ۴۶۴ در تراکیه، جایی که چندین بار با موفقیت بر متجاوزان غلبه کرده بود به مقام «ارشد سربازان» رسید.
در ۴۶۸ فرماندهی ناوگان عظیمی متشکل از قوای هر دو امپراتوری روم شرقی و روم غربی به منظور بیرون راندن وندال‌های تحت رهبری گایسریک از آفریقا به او داده شد. اندازهٔ این ناوگان در حدود بیش از ۱۰۰۰ کشتی که بیش از ۱۰۰ هزار نفر سرباز را به آفریقا می‌برد تخمین زده شده است. با این وجود ناتوانی باسیلیسکوس در فرماندهی این نیروی عظیم به فاجعه‌ای عظیم منجر شد. او در نزدیکی کارتاژ مورد شبیخون وندال‌ها قرار گرفت و تنها بخش کوچکی از ناوگانش موفق به فرار به سیسیل شدند.
با این حال این شکست چنان عظیم بود که تقریباً به ورشکستگی امپراتوری روم شرقی انجامید و هنگامی که باسلیسکوس به قسطنطنیه بازگشت با خشم لئوی یکم مواجه شد که با وساطتت خواهرش ورینا که همسر لئو بود از مرگ نجات یافت. او پس از این اتفاق خود را بازنشسته کرد و در هراکلیا در تراکیه اقامت گزید.

### رسیدن به امپراتوری
لئوی یکم در ۴۷۴ درگذشت و نوه‌اش لئوی دوم جانشین او شد. اما او نیز پس از چند ماه درگذشت و پدرش زنو به امپراتوری روم شرقی رسید. زنو فرد محبوبی نبود و همین موضوع سبب شد تا ورینا به منظور نشاندن برادرش بر تخت امپراتوری علیه او شروع به دسیسه‌چینی نماید. پس باسیلیسکوس با حمایت تئودوریک استاربو، ایلوس و خواهرزاده‌اش آرماتوس علیه زنو دست به کودتا زد و در ۹ ژانویه ۴۷۵ خود را امپراتور خواند. به دنبال این اتفاق زنو به ایسوریا فرار کرد.

### دوران حکومت
باسلیسکوس به مدت ۲۰ ماه قدرت را در شرق در اختیار داشت. او همسرش آئلیا زنونیس را به آگوستا ارتقای مقام داد و پسرش مارکوس را سزار و بعدتر امپراتور مشترک با خود ساخت. او همچنین دو پسر کوچکترش لئو و زنو را نیز به مقام سزاری منصوب کرد.
اما دیری نپایید که حکومت او با مشکلاتی روبرو شد که به منفور شدن او انجامید. در اوایل حکومت باسیلیسکوس آتش‌سوزی عظیمی در قسطنطنیه روی داد که به نابودی کامل خانه‌ها، کلیساها، گنجینه‌های هنری بیشمار و کتابخانهٔ بزرگ امپراتور ژولیان که بیش از ۱۲۰ هزار جلد کتاب را در خود جای داده بود منجر شد. مورد دیگری که باعث انزجار شدید مردم از امپراتورشان شد علاقه‌مندی آشکار باسیلیسکوس به کیش مونوفیزیتیسم مسیحی بود که اهالی قسطنطنیه آن را کفرآمیز می‌دانستند زیرا این آیین اعتقاد داشت که عناصر انسانی و الهی در طبیعت مسیح جداناشدنی هستند.
از سوی دیگر باسیلیسکوس با تئودوریک استرابو که ارشد سربازانی قدرتمند بود درگیر شد زیرا او همان درجهٔ استرابو را به فرد بدنامی که فاسق امپراتریس زنونیس به‌شمار می‌رفت نیز اعطا کرده بود.

### برکناری از قدرت و مرگ
ایلوس، فرمانده‌ای ایسوریایی بود که در توطئهٔ علیه زنو دست داشت اما پس از دیدن کارهای باسیلیسکوس که در نظر او نشانهٔ حکومتی پلید بود به زنو پیوست.
زنو در ۴۷۶ همراه با لشکری به سوی قسطنطنیه حرکت کرد و آرماتوس که برای مقابله با پیشروی او به شرق فرستاده شده بود به او اجازهٔ پیشروی داد. بدین ترتیب زنو بدون اینکه با کوچکترین مقاومتی روبرو شود در اوت ۴۷۶ وارد قسطنطنیه شد. باسیلیسکوس، همسر و پسرانش برای در امان ماندن جانشان در کلیسایی پناه گرفتند و زنو به آنها اطمینان داد که اعدامشان نخواهد کرد. او سپس باسیلیسکوس و خانواده‌اش را به کاپادوکیه تبعید کرد و در آنجا آنقدر بهشان گرسنگی دادند تا بمردند.